# ティマイオス
『ティマイオス』（希: Τίμαιος、羅: Timaeus）は、古代ギリシアの哲学者プラトンの後期対話篇の1つであり、また、そこに登場する人物の名称。副題は「自然について」。
アトランティス伝説、デミウルゴスの宇宙創造、宇宙霊魂、リゾーマタ（古典的元素）、医学などについて記されている。自然を論じた書としてはプラトン唯一のもので、神話的な説話を多く含む。後世へ大きな影響を与えた書である。プラトンは、『ティマイオス』と未完の『クリティアス』、未筆の『ヘルモクラテス』を三部作として構想していたと考えられる。
パルメニデス・エレア派、ピュタゴラス学派、エンペドクレスといったイタリア半島系の哲学思想と、プラトン自身のイデア論や、医学的知見、魂論（魂の不死、魂の三分説、輪廻転生）などを織り交ぜつつ統合・合理化し、宇宙・神々・人間の自然本性の仕組みをプラトンなりに解説しようとした作品のため、複雑かつ曖昧さを多く含む内容となっている。例えば、本書をラテン語に翻訳したキケロは「あの奇怪な対話篇はまったく理解できなかった」と述べている。

## 構成

### 登場人物
- ソクラテス
- ティマイオス - ロクリス（ギリシャ本土の方ではなくイタリア半島南部の植民市の方）の名士であり哲学者[3]。架空の人物か[4]。
- クリティアス - プラトンの曽祖父であり、三十人僭主のクリティアス（4世）の祖父でもあるクリティアス（3世）か。
- ヘルモクラテス - シケリア島シュラクサイの政治家、軍人。

### 年代・場面設定
年代不詳、ある年のパナテナイア祭が行われている夏のアテナイの、ソクラテスの家にて。
アテナイを訪れ、クリティアスの家に滞在しているティマイオス、ヘルモクラテスと、クリティアスの3名が、前日に続いて再度ソクラテスの家を訪れるところから話は始まる。
ソクラテスは前日話してくれるよう頼んだ話に言及する。前日にソクラテスが話した理想国家論についておさらいした後、それを受けて3名に、より詳細で完成度が高い理想国家論を話してくれるよう頼んだことを確認し、3名もその準備ができていると応じる。そしてまずはクリティアスが自分のアトランティス伝説の概要に軽く言及しつつも、彼らの打ち合わせ通り、順番を譲ってまずはティマイオスが宇宙論を始める。

### 特徴・補足

#### 三部作構成
『ティマイオス』は、（先行する『ソピステース (ソフィスト)』『ポリティコス (政治家)』と、幻の続編『ピロソポス (哲学者)』の三部作に続く）「新しい三部作」の最初の作品であり、その冒頭のやり取りにおいて、これから登場人物の3者がそれぞれソクラテスへと話をする形で『ティマイオス』『クリティアス』『ヘルモクラテス』の三部作が続くことと、また本編『ティマイオス』と続編『クリティアス』がどういう内容になるかの予告など、今後の構成を冒頭で必要最低限の記述で詰め込んで明示した、プラトン作品としてはやや性急・窮屈で説明的な構成の作品となっている。
また、続編である『クリティアス』の内容（アトランティス伝説）の概要を、本編『ティマイオス』冒頭で既に述べてしまっていることから、プラトン自身、この三部作も途中で中断する可能性が高いことをある程度予期していたと考えられる。
三部作の構成としては、前日にソクラテスから『ポリテイア (国家)』的な理想国家論を聞かされていた3者が、返礼として関連する話をソクラテスに話し返す構成となっている。まずイタリア半島出身で天文学に長けているとされるティマイオスが、
- クセノパネス・パルメニデス・エレア派の超越的一者(球体・神)
- ピュタゴラス学派の数理的宇宙観
- エンペドクレスの四元素説

といったイタリア半島系の哲学思想と、プラトンのイデア論や、動物学・医学の知識などを折衷・統合・総合・合理化した、創造主デミウルゴスによる（唯一神である自身の似姿、宇宙霊魂を持った1つの生命体としての）宇宙の生成と、その内部の構造・運動・神々と動物・人間たちについての、形而上学・自然学的な、自然本性の説明を行う。続いてクリティアスが、
- エジプトのサイスの神官がソロンに語り、それを祖父である先代のクリティアス（2世）が伝え聞いた、今では失われてしまった偉大な昔話・神話

として、
- 実はアテナイの歴史はエジプトよりも古く、そのアテナイの遠い先祖たちは、ソクラテスが述べたような理想国家を実際に築いており、地中海の外（大西洋）にあったアトランティスという大島（大陸）の強大な勢力が、地中海世界を征服しようとした際に、（ちょうどペルシア戦争において、アテナイ等がペルシアからギリシア世界の独立性・自由を防衛したのと同じように）見事に防衛した（しかし、度重なる大地震・大洪水によって、その事績はアトランティス共々、一昼夜にして地中・海中に失われて忘れ去られてしまい、古い記録を保存しているエジプトの神官のみが知ることとなった）

という、理想国家論と現実国家をつなぐ物語・神話を語る予定となっており、既述の通りその概要は『ティマイオス』の冒頭で先に述べられ、その詳細が述べられる予定だった続編『クリティアス』は途中で中断して未完に終わっている。
こうして『ティマイオス』と『クリティアス』で、プラトンは宇宙の生成から当時のアテナイまでをつなぐ、形而上学・自然学から政治学までの領域を網羅した包括的で壮大な物語を構築・展開しようとしていたことが分かる。
なお、結局書かれず仕舞いで、その内容も示唆されてない『ヘルモクラテス』は、ヘルモクラテスが（当時既にプラトンがその政治改革・内紛に関わっていた）シュラクサイの出身であることから、アテナイやシュラクサイのかつての輝かしい時代を回想させつつ、当時の現実国家をどうすれば理想国家へと近づけることができるかという現実的改革論を述べさせる予定だったと考えられるが、そうした内容は最後の対話篇『ノモイ (法律)』へと持ち越されることになった。実際、『ノモイ (法律)』では、『クリティアス』の内容を引き継ぐように、(第1巻-第2巻における、『ポリテイア (国家)』の「国の守護者・教育論」の議論をおさらいするような内容の導入部に続いて) 第3巻において提示される「大洪水後の人類」という議論・切り口を出発点として、その国制論・立法論が開始されている。

#### プラトン作品中の位置付け

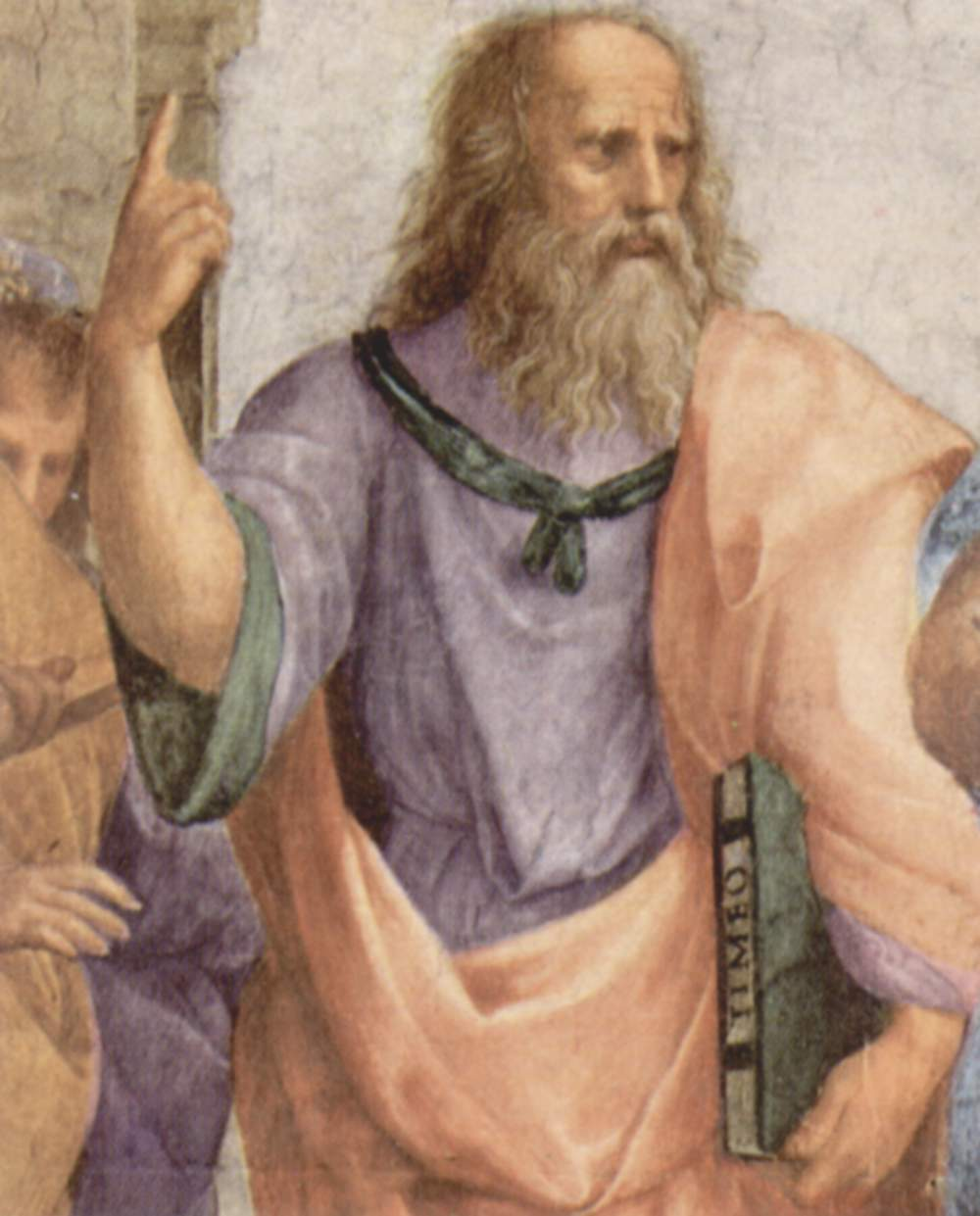
絵画『アテナイの学堂』内で、『ティマイオス』（イタリア語でTimeo）を抱えているプラトン

『ティマイオス』は、プラトンが中期以降に顕著に影響を受けたパルメニデス・エレア派やピュタゴラス学派といったイタリア半島系の哲学思想と、自身のイデア論、エンペドクレスの四元素説といった思想が統合・合理化された、総括的で壮大な物語・理論が展開されており、特にプラトンが『パルメニデス』以降に抱えていた課題である、イデア論にまつわる諸難問の解決とパルメニデスの思想との調和・統合に関して、彼なりの回答を提示した作品でもある。
プラトンは、『ゴルギアス』『パイドン』『ポリテイア (国家) ≪エルの物語≫』『パイドロス』といった初期から中期対話篇においては、世界観の形成に関して、専ら死後の魂の行き場としての「冥府」に着目していたが、後期には「宇宙」に着目するようになり、『ポリティコス (政治家)』で導入した「宇宙の創造主」という発想を発展させて、本作『ティマイオス』の宇宙観を完成させた。そして、最後の対話篇『ノモイ (法律)』第10巻で展開される神学は、本作『ティマイオス』の宇宙観が前提となっている。（『ノモイ (法律)』第3巻の国制論においても、本作で言及されている大洪水の話が出てくる。）
なお、宇宙の創造主デミウルゴスや、冒頭で概要が述べられるアトランティス大陸と大洪水といった内容が、神秘的かつユダヤ教・キリスト教・グノーシス主義・新プラトン主義などと相性が良かったこともあり、中世から近世に至るまで、『ティマイオス』はプラトンを代表・象徴する作品として受容・注目され、後世に大きな影響を与えた。ラファエロの有名な絵画『アテナイの学堂』において、プラトンが『ティマイオス』を抱えているのも、そのためである。

#### 各種の新概念・理論

##### デミウルゴス
『ティマイオス』において、宇宙創造主として登場するデミウルゴス（デーミウールゴス、希: δημιουργός）は、原義が「工匠・職人」を意味する語であり、固有名詞というよりは「創造者」を意味するとりあえずの名称として、こう名指しされているだけだと考えられる。実際、別の箇所（30Aなど）では端的に「神」（テオス、希: θεός）とも表現されている。
事実上の前作に位置する後期対話篇『ポリティコス (政治家)』中の神話内で導入した、「宇宙の創造主 (デミウルゴス)」という概念 (270Aなど) を発展させる形で、本作のデミウルゴス概念が成立したと考えられる。（また、中期対話篇『ポリテイア (国家)』第7巻の天文学を扱うくだり (530A) においても、僅かながら「天空の創造主 (デミウルゴス)」が言及されている。）
（なお、本作『ティマイオス』と、最後の対話篇『ノモイ (法律)』の狭間に位置し、快楽主義批判が行われる後期対話篇『ピレボス』においても、「存在」概念の4分類における「原因」に言及するくだりで、それが「デミウルゴス（工作者）の役割をするもの」として、この概念・用語が使い回されている。そして、このことから、プラトンがこの概念に、「存在（世界）」の「原因性」を仮託していることが確認される。）
『ティマイオス』における、デミウルゴスや、その宇宙生成の説明には、曖昧な部分も多いため、一般的にはデミウルゴスを「イデアを範型として宇宙を造った神」等と、無難かつ曖昧な表現で説明することが多いが、こうした説明ではその「宇宙の範型たるイデア」だとか「デミウルゴスと他の神々との関係性」等の内実・詳細が、明確に説明されずに曖昧・不明瞭になっているため、あまり適切な説明にはなっていない。原典にはもう少し詳細な説明があり、
- 全てのものが、できるだけ自分（デミウルゴス）に似たものとして生成することを欲した。（29E）
- 神はこの宇宙を、知性によって知られるものの内で最も立派で完全なものに似せようと欲し、この宇宙を（宇宙霊魂を持った）一個の目に見える生き物として、構築した。（30D-31A）
- 神はこの万有の身体を、（まずは）火と土から作ろうとした。（31B）
- 構築者は宇宙を、中心から端までの距離があらゆる方向に等しい球形へと丸く仕上げた。（33B）

といった記述に加え、
- デミウルゴスが、他の神々を生み出し、その上位に君臨して命令する、特権的な「父なる神」として描かれていること（40A-42E）
- 対話篇『パルメニデス』以降の、本作『ティマイオス』に至るまでのエレア派重視の流れ

などを総合的に勘案すれば、プラトンはクセノパネス・パルメニデス流の世界観・神観（球体(神)と火・土）の影響を受け、それを踏襲していること、また、超越的で唯一不動な本質存在としての「球体（神）」と、火・土から成る「物理現象界」というパルメニデスの世界観の二元論的分裂を、「前者（神）による後者（物理現象界・宇宙）の創造」という物語で接合・統合・合理化しようとしていること等は明らかであり、こうした諸々の情報を踏まえた上で、全体の整合性が取れるように、デミウルゴスをより正確に説明するならば、「（イデアの根源たる）超越的な唯一神である自身の似姿として、唯一の完全なる生き物としての宇宙を、希求し創造した神」ということになる。
このようにデミウルゴスは、他の神々と同列な単なる「創造の神」ではなく、クセノパネス・パルメニデスの思想を背景とした、超越的・根源的・特権的な唯一神である点に注意が必要である。
(※ちなみに、
- デミウルゴスが、繰り返し「(最)善」であると強調されていること。（29A, 29E, 30Aなど）
- 「恒常」なデミウルゴスと、「生成/似像」としての宇宙との対比。（28B-C, 29A-B, 30C, 31B, 34B, 37Dなど）
- 本作『ティマイオス』では、デミウルゴスが、太陽を含む天体の神々を生み出した「父なる神」として描かれている（40A-42E）のに対して、中期対話篇『ポリテイア (国家)』第6巻-第7巻では、「善 (のイデア) の子供」が「太陽」に喩えられ、「太陽の比喩」「洞窟の比喩」等として、表現されていること。
- 中期対話篇『ポリテイア (国家)』第6巻-第7巻において、「善のイデア」(や、その比喩である「太陽」) が、「知識や真理の原因」(508E)、「他の実在を超越している」(509B)、「万有の始原」(511B)、「(可知界の) 一切を管轄するものであり、(生成/可視界の) 全てのものの原因となっている」(516B-C) などと、表現されていること。

等から、本作『ティマイオス』における「デミウルゴス」概念は、中期対話篇『ポリテイア (国家)』における「善のイデア」概念を、具現化/形象化/象徴化/神格化した比喩の一種でもあり、「善のイデア」を (概念として「剥き出し」の状態ではなく)『ノモイ (法律)』第10巻のような「神学/敬神を経由した格好での倫理的原因」としても、説明可能にするための「橋渡しの概念」として、持ち出された概念でもあると、言うことができる。)

##### 宇宙霊魂
上述した通り、『ティマイオス』における宇宙は、超越的な唯一神であるデミウルゴスが、自身の似姿として、宇宙それ自体が「唯一の完全なる生き物」となるように創造・構築したものであり（29E、30B、31A-B）、その「生き物としての宇宙」の自足を司る魂として、宇宙霊魂という概念が導入されている。
『ティマイオス』では、デミウルゴスによるその宇宙霊魂の構築は、「有」「同」「異」の3つの混合によって、より詳細には、
- 「有」
  - 不可分（形相的）な「有」
  - 分割可能（物質的）な「有」
  - 両者の混合・中間的な「有」
- 「同」
  - 不可分（形相的）な「同」
  - 分割可能（物質的）な「同」
  - 両者の混合・中間的な「同」
- 「異」
  - 不可分（形相的）な「異」
  - 分割可能（物質的）な「異」
  - 両者の混合・中間的な「異」

の混合によって成されたとされ、その配分は（ピュタゴラス学派風に）数学的（数列的）な表現で説明されている（35A-37C）。

##### コーラ（場）
『ティマイオス』では、宇宙の構成要素として、
- 「知性」の対象となる、同一不可分な「範型・形相」【父】
- 「感覚・思いなし」の対象となる、必然によって生成変化・循環する「物質（四元素）」【子】

に加えて、第3の要素として、
- それ自体は感覚されないが、生成を受容して、それに仮初の存在性を付与する「場」（コーラ、希: χώρα, khôra/chora）【母】

という概念が提示されている（48E-53C）。
脱構築で有名な哲学者ジャック・デリダがこの概念に注目したことはよく知られている。

##### 四元素説・正多面体
『ティマイオス』では、物質・化学的な生成変化について、エンペドクレスの四元素論に、正多面体を結びつけて説明する、独特な理論が展開されている（53E-56C）。
- 正四面体 - 火
- 正八面体 - 空気
- 正二十面体 - 水
- 正六面体 - 土
- 正十二面体 -（神が宇宙を描写するのに用いた）

正四面体（火）
正八面体（空気）
正二十面体（水）
正六面体（土）
正十二面体（描写用）

そのため、これに因んで、正多面体は「プラトン立体」（英: Platonic solids）とも呼ばれるようになった。

## 内容
- 政治体制を論じた『国家』の一部の内容[9]を受ける形で対話が始まる。冒頭でクリティアスがアトランティス伝説について語る。次いで、ティマイオスが宇宙の創造、宇宙全体の魂（宇宙霊魂）と運動、四元素について、神々や人間の身体についてなどを説いてゆく。
  - アトランティスの伝説については、『ティマイオス』の続編である『クリティアス』でさらに説明が続く（ただし、『クリティアス』は中断している）。
- 創造者「デミウルゴス」について説明される。デミウルゴス（希: δημιουργός）の原義は工匠、建築家である。自身の似姿（エイコーン）として、1つの完全なる生き物としての宇宙を作る、善なる創造主として、デミウルゴスの名を挙げている。
  - 「範型」としてのイデアという思想はプラトン中期のイデア論とは異なっているとされる。
- 地（土）・水・火・風（空気）の4つのリゾーマタ（希: ριζώματα、「根本」の意）が説かれる（後世にいう四元素説）。それぞれのリゾーマタは正多面体であり、その形状によって運動の性質や他のリゾーマタとの親和性が決まる。たとえば火は正四面体であり、最も軽く、鋭い。水は正二十面体、空気は正八面体である。これに対して土は正六面体であり、運動することが最も遅い。自然の諸物はリゾーマタがまざりあうことによって形成されているとした。
- 人間の身体、その感覚・臓器・血液・呼吸・病気・健康などについて、作り手である神々の意図や、四元素説に基づく仕組みなどについての見解を織り交ぜつつ、その自然本性が語られる。

### 導入（ソクラテスの理想国家論おさらい）
昨日ソクラテスに客人としてもてなされたティマイオス等3名が、今日はお返しにソクラテスをもてなすことが予告される。まずはソクラテスが、昨日自分がした話（理想国家論）のおさらいを行い、
- 農夫・手工者の種族と、国家の守護者の種族を区別すること。そして自然の素質に従って、各人に相応しいただ1つの仕事・技術を与えること。
- 国家の守護者らは、勇気と愛知の性質を備え、「国民全員のために戦う」ことを任務とすること。そして対外戦争では断固とした厳しさで臨み、国内統治では穏やかに裁くこと。
  - 彼らは体育・音楽など、相応しい学科で教育され、一切の金銀・所有物を私有せず、国民から適度な報酬をもらいつつ、共同でそれを用い、徳のことだけを配慮して共同生活をすること。
- 女性には、戦争・生活すべての面で男性と同じ仕事を与え、女性の素質を男性と似たものになるよう調整すること。
- 子供たちも皆で共有し、全員を親族・兄弟姉妹と見なすこと。
  - 素質が優れた子供が生まれるように、素質の良い男女・悪い男女がそれぞれ結びつくように細工をしたくじ引きで、結婚を決めること。
  - 素質が悪い親の子供たちは、（国家守護者以外の）別の場所へとひそかに分散させ、その成長を観察し、価値ある者は呼び戻したり、価値の無い者と入れ替えたりすること。

といった内容を確認した上で、愛知の素質と政治経験を併せ持っている3名であれば、（ソクラテスや詩人・ソフィストたちよりも）より詳しく完成された国家論を語ることができるであろうこと、それゆえに昨日そのお願いをし、3名も同意して今日こうして来てもらっているといった経緯も確認する。
3名は話をする準備ができていることを確認しつつ、まずはクリティアスが自身の話（アトランティス伝説）の概要を述べていく。

### クリティアスの話（アトランティス伝説概要）
クリティアスは、自分がする話は、かつてソロンが（アテナイと同じ女神(アテナ/ネイト)信仰を持つ）エジプトのサイスの神官から聞いた話で、それを親戚かつ親友でもある自分の曽祖父ドロピデスが聞き、その子供で自分の祖父でもある先代クリティアス（2世）を経由して自分が聞かされた話であり、それは（サイスよりも1000年早く成立した）9000年前のアテナイについての、今では失われてしまった（ヘシオドスやホメロスのような大詩人の作品ですら比肩できないような）偉業の昔話であること、そしてそれは何度も繰り返されてきた天変地異と大規模な滅亡によって失われ、（最初の人間とされるポロネウスやニオべ、大洪水とそれを箱舟で逃れたデウカリオンとピュラの子孫といった、従来の断片的な神話・昔話からは抜け落ちてしまっている）エジプトの神殿の記録においてのみ保存されてきた話であること、そしてその内容とは、
- かつてのアテナイでは、女神アテナによって設られた「人間の中で最も立派で優れた種族」が「優れた法秩序」の下で暮らしていた。
  - その法秩序の下では、「神官」「戦士」「牧人」「狩猟者」「農夫」といった種族が区別され、各々の仕事に専念していた。
  - その法律は、知識面でも、神事から人間界の諸事、占いから医術、他の学問を網羅していた。
- 彼らは、外洋の大島アトランティス島の強大な勢力が、地中海世界を支配しようと侵略してきて、イタリア・エジプトまでを支配下に置いた際に、その勇敢さと技術によって見事に跳ね返し、地中海世界の自由を防衛した。

といったものであるという概要を説明する。
そしてクリティアスは、その自分の話によって、ソクラテスが語っていた「理想国家論」を、「自分たちの祖先の話」として現実世界に移すことができると指摘しつつ、まずは事前の取り決め通り、先にティマイオスに宇宙論（宇宙の生成から、人間の自然本性までの話）をしてもらうことにする。

### ティマイオスの話（宇宙論）

#### 「恒常」と「生成」
まずティマイオスは、「存在」について、
- 常に在り、「同一」を保ち、生成しないもの、「知性」と「言論」によって捉えられるもの。
- 常に「生成消滅」し、真に在るということがなく、「感覚」と「思いなし」によって捉えられるもの。

という区別を持ち込んだ上で、
- 生成には原因があり、造り主が「常に同一なもの」を範型とし、その似姿として作ったものは「立派なもの」になるが、「生成したもの」を範型とし、その似姿として作ったものは立派なものにはならない。

という前提を立てる。
そして、
- 「宇宙」は「感覚」されるものである以上、「生成したもの」であるが、「宇宙」は「生成したもの」の中では「最も立派なもの」なので、「常に同一なもの（永遠なもの）」を範型とし、善き制作者によって作られたことは明らかである。

という論を立てる。
そして、この「宇宙についての言論」も、たかだか人間によって「生成されたもの」である以上、完全でなくても容赦してもらいたいし、「真実らしい言論」の水準で満足してもらいたいと断りを入れつつ、話を進行する。

#### 「宇宙」の条件
続いてティマイオスによると、「宇宙の善き創造主（デミウルゴス）」としての神は、
- 全てができるだけ自分に似た（善き）ものとして生成すること

を欲し、無秩序ではなく秩序が生まれるように、
- 知性を宿した魂を持った生きもの

としての「宇宙」を、それも、
- 最も立派であらゆる点で完全なものに似せること

を欲し、
- 全ての生きものを自己自身の内に包括して持っている（2つでも、無限個でもなく）ただ1つの目に見える生きもの

としての「宇宙」を、構築した。

#### 「四元素」「球」「円運動」
続いてティマイオスによると、神は「生成したもの」「物体的なもの」「感覚できるもの」としての宇宙の身体を、最初「火」と「土」から作ろうとしたが、両者を結びつけるものが必要であり、立体の宇宙を作るための「2つの中項」として「水」「空気」を加え、「火」「土」「水」「空気」の四元素で（外部に何も残さないようにしながら）宇宙の身体を構築した。
さらに神は、宇宙を「球形」に丸く仕上げ、外側を滑らかにして外部との接触・出入りが不要な自己完結的・自足的なものとして仕上げ、知性・思慮の働きに属する運動である「円運動」をさせるようにした。

#### 「宇宙霊魂」
また、ティマイオスによると、神は「宇宙の身体」に先立って、それを支配する「宇宙の魂」を創った。
神はそれを、
- 形相的・不可分な「有」、物質的・分割可能な「有」、両者を混合した中間的な「有」
- 形相的・不可分な「同」、物質的・分割可能な「同」、両者を混合した中間的な「同」
- 形相的・不可分な「異」、物質的・分割可能な「異」、両者を混合した中間的な「異」

を数列的な比率で混合することで創り上げ、宇宙がそれに満たされることで、天体（太陽系）の円運動や、知性の働きなども可能になった。
またその天体（太陽系）は、「生成されたもの」である宇宙に特有の「時間」を、区分し見張るものともなった。

#### 「四種族」
また、ティマイオスによると、神は宇宙の中に、
- 神々からなる天の種族
- 翼を持ち空中を飛ぶ種族
- 水中に棲む種族
- 陸に棲み歩行する種族

という4つの種族が必要だと考えた。

##### 神的な種族
神は、天の神的な種族が輝かしく美しくなるように、その大部分を「火」から作り上げ（恒星）、宇宙に似せて球体にし、宇宙のコスモス（飾り）となるように全体に散りばめて回転運動させた。また大地（地球）はそうした神々（天体）の中で最初に作られた最年長だった。
そして、この天体的な神々や、神話的な神々が生成した後、宇宙の創造主であり父なる神が、彼らに向かって、
- 神々は「生成されたもの」である以上、構造的には不死・不可分ではないが、その法則に優越する権威である自分（神）の意志によって、不死・不可分な存在となっていること。
- この宇宙をより完全なものとするために、神々は自分（父なる神）を真似て、死すべき残りの三種族を生み出し、管理すべきであること。

を説明・命令した。

##### 人の制作
神々は、父なる神に命じられた通り、死すべき種族を作った。父なる神が「宇宙霊魂」の制作に使った材料の残りで作って分割した、純度の落ちる魂群を貰い受け、その魂の循環運動を、四元素で作った身体の中に結びつけた。
魂は、最初の出生においては皆が同一の種類であり、最も神を敬う者としての「男」に生まれるが、快・苦が交じった愛（エロース）や恐怖・怒りなどを克服できず、不正な生き方をすると、次の出世から「女」や「獣」へと変転を繰り返すことになる。
神々は、身体の「最も神的な部分」である「頭」を、宇宙に似せて球形に作り、他の身体（四肢）はそれに奉仕するものとして与えた。そして前後の区別を付け、諸器官の内でまず第一に、光を受け取る眼（視覚）を作った。
眼（視覚）は、天の循環運動を見て、思考作用の秩序立てに役立てるよう与えられた。聴覚と音楽の関係も同様である。

#### 「コーラ（場）」
続いてティマイオスは、宇宙の構成要素である、
- 知性の対象となる、同一不可分な範型・形相【父】
- 感覚・思いなしの対象となる、必然（物理法則）によって生成変化・循環する物質（四元素）【子】

という2つの間に、【母】に相当する第3の構成要素として、「それ自体は感覚されないが、常に動き続ける生成変化を受容し、それに個別的・持続的な仮の存在性を付与するもの」としての、
- 「場」（コーラ、希: χώρα）

という概念を導入する。

#### 「四元素」と「正多面体」
続いてティマイオスは、「火」「土」「水」「空気」の四元素は、「三角形」を面とした奥行きを持った立体であるとして、「三角形」の組み合わせで作られる主な正多面体として、「正四面体」「正八面体」「正二十面体」「正六面体」の4つを挙げ、これらを
- 正四面体 - 火
- 正八面体 - 空気
- 正二十面体 - 水
- 正六面体 - 土

といったように四元素と結びつけ、化学的な生成変化（状態の多様性）や、物理的な運動を説明する。
ちなみに、第5の多面体である「正十二面体」は、神が宇宙の描画に用いたと説明される（55C）。

#### 「人間」について

##### 感覚
続いてティマイオスは、「感覚」の話へと移行し、熱冷・重軽・上下・滑粗・快苦といった「身体全体」が影響を受ける感覚や、個々の部分に生じる感覚、すなわち「味」(味覚)、「匂い」(嗅覚)、「音」(聴覚)、「色」(視覚)が生じる仕組みを、先の四元素説を絡めつつ説明していく。

##### 臓器
続いてティマイオスは、
- 人間の身体は、神々によって（父なる神によって創られた「知性」を司る「不死の魂」の入れ物である）「神的な部分」としての「頭」を中心に作られていること。
- 人間の身体には、神々によって作られた（父なる神が創った「知性」を司る「不死の魂」とは別の）「情念・情欲」を司る「死すべき魂」も備え付けられている。

という前提から出発し、
- 神々は、「頭」にある「知性」を司る「不死の魂」が、「情念・情欲」を司る「死すべき魂」に穢されないように、頸（首）を挟んだ別の住居（胴体）に配置した。
  - 「頭」に近い横隔膜より上の部分に「勇気・気概」に与る部分を、横隔膜より下に「獣」的な部分を配置した。

といった魂論を絡めつつ、心臓・肺・肝臓・脾臓・腸といった内臓の配置と機能を説明していく。

##### その他の部分
続いてティマイオスは、神々が、
- 魂と身体をつなぐ「魂の入れ物」として「脳・髄」を作った。
- 脳・髄を取り囲むために「骨」を作った。
- 四肢の骨をつなぐために「腱」を作った。
- 全身の骨を包んで保護するために「肉」を作った。
- 養分の入り口、言葉の出口として「口」を作った。
- 肉から分離して頭部を適度に覆う「皮膚」を作った。
- 脳を守るために脳からの湿気で皮膚を変化させた「毛髪」を作った。
- 後に転生によって「女」や「獣」に生まれた時のために、指先に腱・皮膚・骨を混合した「爪」を作った。

などと説明していく。
さらに、全ての四肢が一体化してうまく生きれない生き物への救済策として、食糧としての「植物」が作られたという話も付け加えた。

##### 血管と呼吸
続いてティマイオスは、「血管」と「呼吸」の説明に移り、神々は、
- 人間の身体を「灌漑」するために、2本の「血管」を頭から脊髄に沿って下に伸ばした。
- また元素の「火」と「空気」を材料とする漏斗状の「編み細工」（気道・食道）を作り、「呼吸」を可能にした。
- そして「呼吸」の出入息と結びついた内部の「火」が、腹腔で食べ物・飲み物を溶かして細分化し、「血管」へと流れ出すようにした。

などと説明する。

##### 成長と老い
続いてティマイオスは、「成長」と「老い」に関して、
- 根本元素である「三角形」の新旧（強弱）

という発想を持ち込み、
- 身体内の「三角形」が若ければ、外部から入ってくる養分の「三角形」に勝ってそれを取り込み「成長」する。
- 身体内の「三角形」が古くなると、外部から入ってくる養分の「三角形」に負けて分解されて「老い」る。

と説明する。

##### 病気と治療

###### 身体の病気
続いてティマイオスは、「身体の病気」の原因として、
- 第1に、身体を構成する「四元素」（土・火・水・空気）のどれかが過多・不足になったり、本来の場所では無いところに移動・摂取されたりすることで、「病気」が生じる。（逆に言えば、恒常不変に一定の比率・調和を保つことが、自己同一と無事健康につながる。）
- 第2に、「血液→腱(繊維体)→肉(凝固体)→骨→髄」という身体組織生成の順序の一部が、逆行することで、「病気」が生じる。（肉が溶けて血液に流れ出すなど。最も重篤なのは、髄が変調を来して全過程が逆行する場合。）
- 第3に、肺が体液で塞がれて別の場所に入り込んだ「息」、若い肉が空気を伴って溶ける際に生じる「白い粘液」、若い肉が炎症の火で焼かれて生じる「胆汁」などが、身体内を荒らすことで、「病気」が生じる。

という3つを挙げる。
また、
- 「火」の過剰による病気の身体は、「灼熱」を作り出す。
- 「空気」の過剰による病気の身体は、「毎日起こる熱」を作り出す。
- 「水」の過剰による病気の身体は、「3日ごとの熱」を作り出す。
- 「土」の過剰による病気の身体は、「4日ごとの熱」を作り出す。

といった説明も、付け加えられる。

###### 魂の病気
続いてティマイオスは、「魂の病気」として、
- 「狂気」 - 「身体の病気(不調)」によって生じる。
  - 「髄」の種子が多量に流れ出すことによる「欲情」によって生じる「強度の快苦」によって。
  - 「骨」の組成がまばらで、それが身体に流れ出して湿らせることによって生じる「性的な放埒」によって。
  - 逆行によって生じる各種の「粘液」が、捌け口が無いまま身体内を彷徨うことによって生じる「苦痛」によって（「気難しさ」「絶望」「向こうみず」「臆病」「忘却」「物覚えの悪さ」などを伴って）。
- 「無知」 - 「教育の無さ・悪さ」によって生じる。

の2つを挙げる。

###### 治療法
続いてティマイオスは、そうした「身体の病気」「魂の病気」の原因は、
- 「身体」と「魂」の不釣り合い・不均衡

にあるとして、それを解消するには、
- 「体育」と「哲学・数学・音楽など」によって、「身体」と「魂」の両方を動かして、両者の均衡を保つ。
  - また「身体の諸部分」も、「体操」「乗り物の揺れ」などで動かす。

といった養生法が重要であり、不自然な服薬は極力避けるべきであると説明する。

##### 神霊と幸福
続いてティマイオスは、人間の「生き方」について言及し始め、
- 頭（魂）の天辺に宿り、人間を天に向けて持ち上げている「神霊（ダイモーン）」

を、（学問（愛知）に取り組んで自らを鍛錬し、「不死なるもの・神的なもの」を対象として思考して「真実」に触れつつ）不断に「世話」をし、良く(エウ)秩序づけられた状態で宿していることが「幸福（エウダイモーン）」であること、そしてそのために、
- 万有（宇宙）の思考活動（調和）と回転運動に学んで、頭の中の回転運動（思考）を是正し、自ら（観察する側）を自然（観察される側）に似せ、神々から人間に課せられた「最善の生」を、現在・未来において全うすること。

が重要であると説明する。

##### 他の生物
続いてティマイオスは、「人間の男」以外の「他の生物」への転生について、
- 男(雄)として生まれた後、臆病・不正に生きた者は、「女(雌)」に生まれ変わる。
- 軽率で、天空のことは目で見ることによって証明できると無邪気に信じる男は、「鳥の種族」に生まれ変わる。
- 哲学に親しまず天空を注視することも無く、（魂の不死の部分であり「知性」を司る）頭を用いずに、胸部（にある魂の死すべき部分の内の「気概」に関する部分）にばかり従ってきた男は、頭・前脚が大地に引きつけられ、頭は球形が押し潰された（四つ足や多足の）「地上を歩く獣類」に生まれ変わる。
  - それらの中でも、最も愚かなものは、「無足で地面を這うもの（蛇類）」に生まれ変わる。
- 最も愚かで無知な男は、地上の純粋な呼吸には値しないとして、「水中に棲む種族（魚類・貝類）」に生まれ変わる。

と説明し、生物はこうして「知性」と「愚かさ」の得失に応じた入れ替えを繰り返していると述べる。

こうして全ての話を終えたティマイオスは、「諸々の生き物を包括した、知性によって知られるものの似姿である、感覚される最大・最善で完全な神として生成された、唯一の比類無き宇宙」の説明が完結したと締め括る。

## 影響

### フィロン
アレクサンドリアのフィロンはギリシア思想に由来するロゴスやイデア論の概念をユダヤ教思想の理解に初めて取り込んだ。フィロンはプラトンの著作とくに『ティマイオス』に影響を受け、「デミウルゴス」の存在をユダヤ教の神「ヤハウェ」に置き換え、旧約聖書とプラトン哲学が調和的であると考えた。フィロンはプラトンを「ギリシアのモーセ」と呼んで、プラトンの思想にモーセが影響を与えたと考えた。
フィロンの著作は、初期キリスト教と教父たちの思想、いわゆるアレクサンドリア学派にも大きな影響を与えている。

### オリゲネス
オリゲネスは初期キリスト教の神学者、いわゆるギリシア教父でアレクサンドリア学派といわれるグループの代表的存在。オリゲネスの世界観や歴史観は新プラトン主義（ネオプラトニズム）の影響を強く受けたものであった。プラトンの『ティマイオス』と旧約聖書の「創世記」の世界創造の記述を融合しようとし、「創造とは神が無に自分の存在を分かち与えたことである」と唱えた。死後異端の疑惑をかけられた。

### グノーシス主義
グノーシス主義はヘレニズムの思想的・宗教的シンクレティズムのなかから生まれた「精神の姿勢」としての世界観的な宗教・思想である。悪であるこの世と善である永遠の世界を対立させて考える二元論である。悪の世界すなわちこの世は物質の世界であり、善である超越的世界はプラトーンの概念ではイデアーの世界に当たる。
グノーシス主義は、何故、悪である物質世界が存在するのかを説明するため、『ティマイオス』の創造神話を援用した。すなわち、傲慢な下級の神であるデーミウルゴスがこの不完全な世界を創造したのだ、とした。イデアー界に当たる超越的な世界は、アイオーンから構成されるプレーローマ世界と呼ばれる。人間はプレーローマに起源のある「霊（プネウマ、希: πνευμα）」をうちに持つ存在であるが故に、グノーシス（智慧）の認識を通じて、永遠の世界へと帰還し、救済されるとした。
シモーヌ・ペトルマンによれば、プラトーンの哲学がそもそも二元論で、グノーシス主義に通じた思想である（また「グノーシス主義とは何か」という定義からすると、広義のグノーシス主義となる）。

### カルキディウス
カルキディウス（Calcidius 4世紀後半-5世紀初）は『ティマイオス』の一部をラテン語訳し、注釈書を著した。『ティマイオス』はプラトンの著作のうち、中世の西ヨーロッパに知られていた数少ない著作の一つである。

### シャルトル学派
12世紀フランスのシャルトル学派の中で『ティマイオス』（カルキディウス訳）が再評価され、注釈書が作られている。

## 日本語訳
- 「プラトン全集6」（山本光雄編、角川書店、1974年）
- 「プラトン全集12 ティマイオス・クリティアス」（種山恭子訳、岩波書店、1975年）、後者は田之頭安彦訳
- プラトン『ティマイオス／クリティアス』岸見一郎訳、白澤社、2015年10月。ISBN 978-4-7684-7959-9。
- 『ティマイオス』、土屋睦廣訳、講談社学術文庫、2024年12月

註解
- 『中世思想原典集成8 シャルトル学派』（上智大学中世思想研究所編、平凡社、2002年）
- カルキディウス『プラトン『ティマイオス』註解』、土屋睦廣訳、京都大学学術出版会<西洋古典叢書>、2019年11月